# Futbol'nyj Klub Luč-Ėnergija 2017-2018
Questa voce raccoglie le informazioni riguardanti la Luč-Ėnergija nelle competizioni ufficiali della stagione 2017-2018.

## Stagione
In campionato la squadra replicò la stagione precedente, questa volta con un diciottesimo posto a pari punti con Rotor e Zenit-2 che significò di nuovo retrocessione; come nella precedente stagione il club fu riammesso a seguito delle diverse squalifiche di altre società.
Nonostante la pessima stagione in campionato, la squadra riuscì nella notevole impresa di raggiungere i quarti di finale, eliminando, nell'ordine Smena K.N.A. (vittoria in trasferta), Anži e Enisej (entrambe a sconfitte a Vladivostok); il cammino si fermò solo in trasferta contro il Tosno, squadra che risultò vincitrice del trofeo e la cui successiva squalifica consentì al club di essere riammesso nella seconda divisione.

## Rosa
| N. |                   | Ruolo | Calciatore          |
| -- | ----------------- | ----- | ------------------- |
| 1  | Russia (bandiera) | P     | Aleksandr Kotlyarov |
| 3  | Russia (bandiera) | C     | Maksim Nasadyuk     |
| 4  | Russia (bandiera) | C     | Semen Fomin         |
| 5  | Russia (bandiera) | D     | Evgeni Steshin      |
| 6  | Russia (bandiera) | D     | Dmitri Tikhiy       |
| 7  | Russia (bandiera) | C     | Ishkhan Geloyan     |
| 8  | Russia (bandiera) | C     | Anton Kilin         |
| 9  | Russia (bandiera) | C     | Ruslan Gordienko    |
| 10 | Russia (bandiera) | A     | Aleksandr Nosov     |
| 12 | Russia (bandiera) | C     | Sergey Ponomarenko  |
| 13 | Russia (bandiera) | C     | Setrak Akopyan      |
| 14 | Russia (bandiera) | D     | Astemir Soblirov    |
| 15 | Russia (bandiera) | C     | Dmitrij Maljaka     |
| 17 | Russia (bandiera) | C     | Ruslan Zayerko      |
| 18 | Russia (bandiera) | D     | Kirill Marushchak   |

| N. |                       | Ruolo | Calciatore          |
| -- | --------------------- | ----- | ------------------- |
| 19 | Russia (bandiera)     | C     | Maksim Mashnev      |
| 20 | Russia (bandiera)     | D     | Oleg Vetoshkin      |
| 21 | Slovacchia (bandiera) | D     | Oliver Práznovský   |
| 22 | Russia (bandiera)     | D     | Aleksandr Marchenko |
| 23 | Russia (bandiera)     | C     | Anton Krotov        |
| 25 | Russia (bandiera)     | A     | Evgeni Belonogov    |
| 27 | Russia (bandiera)     | D     | Evgeni Smirnov      |
| 29 | Russia (bandiera)     | A     | Amir Bazhev         |
| 50 | Russia (bandiera)     | P     | Egor Shamov         |
| 55 | Russia (bandiera)     | C     | Dmitri Kalugin      |
| 73 | Russia (bandiera)     | C     | Artëm Makarčuk      |
| 87 | Russia (bandiera)     | A     | Andrei Myazin       |
| 90 | Montenegro (bandiera) | D     | Dejan Boljević      |
| 95 | Russia (bandiera)     | A     | Ivan Khleborodov    |

## Risultati

### Campionato
| Samara 8 luglio 2017 1ª giornata | Kryl'ja Sovetov Samara | 2 – 0 referto | Luč-Ėnergija | Stadio Metallurg (Samara) |

| Vladivostok 15 luglio 2017 2ª giornata | Luč-Ėnergija | 3 – 0 referto | Tom' Tomsk | Stadio Dinamo |

| Chimki 22 luglio 2017 3ª giornata | Chimki | 2 – 0 referto | Luč-Ėnergija | Stadio Novye Chimk |

| Astrachan' 26 luglio 2017 4ª giornata | Volgar' Astrachan' | 2 – 0 referto | Luč-Ėnergija | Stadio Centrale |

| Karavaevo 30 luglio 2017 5ª giornata | Šinnik | 1 – 1 referto | Luč-Ėnergija | SK «Urožaj» |

| Vladivostok 5 agosto 2017 6ª giornata | Luč-Ėnergija | 1 – 2 referto | Dinamo San Pietroburgo | Stadio Dinamo |

| Tjumen' 9 agosto 2017 7ª giornata | Tjumen' | 1 – 2 referto | Luč-Ėnergija | Stadio Geolog |

| Vladivostok 14 agosto 2017 8ª giornata | Luč-Ėnergija | 0 – 2 referto | Sibir' | Stadio Dinamo |

| Orenburg 19 agosto 2017 9ª giornata | Gazovik Orenburg | 2 – 0 referto | Luč-Ėnergija | Stadio Gazovik |

| Vladivostok 27 agosto 2017 10ª giornata | Luč-Ėnergija | 0 – 0 referto | Tambov | Stadio Dinamo |

| Mosca 2 settembre 2017 11ª giornata | Spartak-2 Mosca | 1 – 3 referto | Luč-Ėnergija | CUSK Spartak |

| Kaliningrad 6 settembre 2017 12ª giornata | Baltika | 2 – 1 referto | Luč-Ėnergija | Stadio Baltika |

| Krasnojarsk 10 settembre 2017 13ª giornata | Enisej | 4 – 0 referto | Luč-Ėnergija | Manež Futbol-Arena Enisej |

| Vladivostok 16 settembre 2017 14ª giornata | Luč-Ėnergija | 1 – 1 referto | Zenit-2 | Stadio Dinamo |

| Vladivostok 24 settembre 2017 15ª giornata | Luč-Ėnergija | 0 – 0 referto | Fakel Voronež | Stadio Dinamo |

| Vladivostok 30 settembre 2017 16ª giornata | Luč-Ėnergija | 1 – 1 referto | Rotor | Stadio Dinamo |

| Krasnodar 7 ottobre 2017 17ª giornata | Kuban' | 0 – 0 referto | Luč-Ėnergija | Stadio Kuban' |

| Kursk 14 ottobre 2017 18ª giornata | Avangard Kursk | 1 – 2 referto | Luč-Ėnergija | Stadio Trudovye rezervy |

| Vladivostok 21 ottobre 2017 19ª giornata | Luč-Ėnergija | 1 – 2 referto | Olimpiec N.N. | Stadio Dinamo |

| Tomsk 29 ottobre 2017 20ª giornata | Tom' Tomsk | 0 – 0 referto | Luč-Ėnergija | Trud Stadium |

| Vladivostok 4 novembre 2017 21ª giornata | Luč-Ėnergija | 1 – 1 referto | Chimki | Stadio Dinamo |

| Vladivostok 8 novembre 2017 22ª giornata | Luč-Ėnergija | 0 – 0 referto | Volgar' Astrachan' | Stadio Dinamo |

| Vladivostok 12 novembre 2017 23ª giornata | Luč-Ėnergija | 3 – 1 referto | Šinnik | Stadio Dinamo |

| San Pietroburgo 18 novembre 2017 24ª giornata | Dinamo San Pietroburgo | 3 – 2 referto | Luč-Ėnergija | SK Petrovskij (MSA) |

| Chimki 22 novembre 2017 25ª giornata | Luč-Ėnergija | 4 – 2 referto | Tjumen' | Stadio Novye Chimk |

| Novosibirsk 4 marzo 2018 26ª giornata | Sibir' | 2 – 0 referto | Luč Vladivostok | Manež «Zarja» |

| Vladivostok 10 marzo 2018 27ª giornata | Luč Vladivostok | 1 – 0 referto | Gazovik Orenburg | Stadio Dinamo |

| Tambov 17 marzo 2018 28ª giornata | Tambov | 2 – 1 referto | Luč Vladivostok | Stadio Tambov |

| Vladivostok 24 marzo 2018 29ª giornata | Luč Vladivostok | 1 – 1 referto | Spartak-2 Mosca | Stadio Dinamo |

| Vladivostok 31 marzo 2018 30ª giornata | Luč Vladivostok | 0 – 0 referto | Baltika | Stadio Dinamo |

| Vladivostok 7 aprile 2018 31ª giornata | Luč Vladivostok | 0 – 1 referto | Enisej | Stadio Dinamo |

| San Pietroburgo 11 aprile 2018 32ª giornata | Zenit-2 | 1 – 2 referto | Luč Vladivostok | SK Petrovskij (MSA) |

| Voronež 15 aprile 2018 33ª giornata | Fakel Voronež | 3 – 1 referto | Luč Vladivostok | Central'nyj stadion profsojuzov |

| Volgograd 21 aprile 2018 34ª giornata | Rotor | 4 – 2 referto | Luč Vladivostok | Volgograd Arena |

| Vladivostok 28 aprile 2018 35ª giornata | Luč Vladivostok | 2 – 2 referto | Kuban' | Stadio Dinamo |

| Vladivostok 2 maggio 2018 36ª giornata | Luč Vladivostok | 2 – 2 referto | Avangard Kursk | Stadio Dinamo |

| Dzeržinsk 6 maggio 2018 37ª giornata | Nižnij Novgorod | 1 – 0 referto | Luč Vladivostok | Stadion Chimik |

| Vladivostok 12 maggio 2018 38ª giornata | Luč Vladivostok | 2 – 0 referto | Kryl'ja Sovetov Samara | Stadio Dinamo |

### Coppa di Russia
| Komsomol'sk-na-Amure 24 agosto 2017 Quarto turno | Smena K.N.A. | 0 – 0 referto | Luč-Ėnergija | Stadio Metallurg (Samara) |

| Vladivostok 20 settembre 2017 Quinto turno | Luč-Ėnergija | 2 – 0 referto | Anži | Stadio Dinamo |

| Vladivostok 25 ottobre 2017 Sedicesimi di finale | Luč-Ėnergija | 2 – 1 referto | Enisej | Stadio Dinamo |

| San Pietroburgo 28 febbraio 2018 Quarti di finale | Tosno | 2 – 1 referto | Luč Vladivostok | SK Petrovskij (MSA) |